# Stazione di Arcola
Stazione di Arcola vasútállomás Olaszországban, Arcola településen.

## Vasútvonalak
Az állomást az alábbi vasútvonalak érintik:
- Pisa–La Spezia–Genova-vasútvonal

## Kapcsolódó állomások
A vasútállomáshoz az alábbi állomások vannak a legközelebb:
- Stazione di Sarzana
- Scalo di Santo Stefano Magra
- Stazione di Vezzano Ligure
- Stazione di Romito